# 大西利空
大西利空（日语：／ Ōnishi Riku，2006年5月16日—）是日本的童星。出生于東京都，隶属于TOP COAT旗下。

## 簡介
- 專長是棒球，他是讀賣巨人的球迷[1]。
- 喜愛玩日本將棋[2]。

## 影視作品

### 電視劇
- 堂吉诃德（2011年）：飾 村松亮太
- 家族之歌（2012年）：飾 根本たける
- Going My Home（2012年）：飾 下島大地
- 半澤直樹（2013年）：飾 近藤洋弼
- 總會有辦法的。（2013年）：飾 中津誠
- 總會有辦法的2（2014年）：飾 千葉誠
- 我妹是惡魔（2014年）：飾 上杉政虎
- 美女與男子（2015年）：飾 沢渡一臣
- 惡黨走千里（2016年）：飾 渋井巧
- 北斗（2017年）：飾 端爪北斗（幼少期）
- 王牌書店員們的精選之作（2017年）：飾 塚原昌彦
- 彬與瑛（2017年）：飾 彬（幼少期）
- 惡魔辯護律師・御子柴禮司（2019年）：飾 園部信一郎
- 絕對不在場證明（2020年）：飾 原口龍平
- 小道消息 ＃她想知道真正的○○（2022年）：飾 椛谷涼太
- 墜落JK與廢人老師（2023年）：飾 有働淳人
- 怎麼辦家康（2023年）：飾 森亂
- 真夏的灰姑娘（2023年）：飾 蒼井海斗
- 再見指揮家～父親和我的熱情～（2024年）：飾 夏目海
- Sky Castle（2024年）：飾 冴島遙人
- 花牌情緣－巡－（2025年）：飾 奧山翔

### 電影
- Miss ZOMBIE（日语：Miss ZOMBIE）（2013年）：飾 寺本健一
- ピカ☆★☆ンチ　LIFE IS HARD たぶんHAPPY（日语：ピカ☆★☆ンチ　LIFE IS HARD たぶんHAPPY）（2014年8月1日‐31日）：飾 鴨川鉄壁
- 哀悼人（日语：悼む人）（2015年2月14日）：飾 静人（幼少期）
- 金牌男子（日语：金メダル男）（2016年）：飾 秋田泉一（幼少期）
- 我的叔叔（日语：ぼくのおじさん）（2016年）：飾 春山雪男
- 3月的獅子（2017年）：飾 桐山零（幼少期）
- 假面騎士×超級戰隊 超 超級英雄大戰（2017年）：飾 霧野映人
- 浪客劍心 最終章 The Final（2021年）：飾 明神彌彥
- 浪客劍心 最終章 The Beginning（2021年）：飾 明神彌彥